# 庫氏獴
庫氏獴（学名 Liberiictis kuhni），也叫利比里亚獴，是一种分布在非洲利比里亚、几内亚、塞拉利昂、科特迪瓦等地的小型獴科动物。